# Marie Tumlířová
Marie Tumlířová, rozená Kuklová (9. června 1889 Hradec Králové – 8. srpna 1973 Lugano), byla československá agronomka a politička, meziválečná poslankyně Národního shromáždění za Republikánskou stranu zemědělského a malorolnického lidu (agrárníky).

## Biografie
Narodila v Hradci Králové se jako jedno ze šesti děti JUDr. Matěje Kukly, advokáta v Žamberku a Hradci Králové, a jeho ženy Boženy, rozené Srdínkové. Po ukončení základní školy se privátně doučovala cizím jazykům. Roku 1909 složila státní zkoušku z francouzštiny. V letech 1911–1912 vyučovala francouzštinu na soukromém učitelském ústavu v Kladně. Poté nastoupila na reálné gymnázium ve Vršovicích u Prahy. Maturovala roku 1917.
Roku 1917 zahájila studium na Českém vysokém učení technickém v Praze, obor zemědělské inženýrství. 28. června 1921 získala na ČVUT jako první žena diplom zemědělské inženýrky a téhož roku získala po rigorózu na Univerzitě Karlově jako první žena v českých zemích i v celé Evropě titul doktor technických věd. Její rigorózní práce měla téma Číselné poměry krevních tělísek kura domácího a byla kladně přijata v odborných kruzích. Během studií působila po dva roky, v období let 1919–1921 coby asistentka u profesora MUDr. Aloise Velicha (1869–1952) na katedře anatomie a fysiologie domácích zvířat a bakteriologie zemědělské na Vysoké škole zemědělského a lesního inženýrství při ČVUT.
Byla činná v zemědělských výzkumných ústavech a na ministerstvu školství, kam nastoupila roku 1921. Stala se referentkou pro věci vysokých škol zemědělských. Později zodpovídala za studijní otázky posluchačů vysokých škol technických a nostrifikaci zahraničních inženýrských studií, od roku 1935 do roku 1938 měla na ministerstvu titul odborové radové. Účastnila se mezinárodních kongresů. Po více než deset let byla zástupkyní ministerstva školství v poradním sboru při ministerstvu veřejných prací pro přiznávání
titulu inženýr.
V září 1921 ji jmenovali inspektorkou zemědělských výzkumných ústavů v oboru živočišné produkce ve Výzkumném ústavu pro živočišnou biologii. Zaměřovala se především na obor drůbežnictví. Přednášela, prováděla výzkum a vydala řadu odborných prací. Dalším oborem jejího působení byla sociologie venkova a otázky postavení žen v zemědělství. Psala do odborných, ženských a politických periodik (Brázda, Československý zemědělec, Naše drůbež, Venkov, Zemědělská jednota atd.). Často její příspěvky vycházely v časopisu Ústředí československých hospodyň Práce v domácnosti, později nazvaný Žena a domov. Tumlířová byla členkou jeho redakce a měla na starosti rubriku Technika v domácnosti. Od roku 1935 zodpovídala v redakční radě za otázky venkova a s kolektivem spolupracovnic i tematiku o řízení práce v domácnosti.
Byla aktivní v četných spolcích jako Sdružení vysokoškolsky vzdělaných žen, Ústředí československých hospodyň, Ústředí odborů československých venkovských žen, Drůbežnická jednota nebo Zemědělská jednota. Byla členkou Národohospodářského odboru Masarykovy akademie práce. Jako první žena se stala radou Patentního soudu pro obor živočišné produkce.
Působila i v politice. V parlamentních volbách v roce 1929 získala poslanecké křeslo za agrárníky v Národním shromáždění. Mandát ovšem získala až dodatečně roku 1934 jako náhradnice poté, co zemřel poslanec Adolf Prokůpek. Mandát obhájila v parlamentních volbách v roce 1935. Poslanecký post si oficiálně podržela do zrušení parlamentu roku 1939, přičemž v prosinci 1938 ještě přestoupil do poslaneckého klubu nově ustavené Strany národní jednoty.
Profesí byla dle údajů z roku 1935 rolnicí v Předboji. V letech 1925–1938 byla předsedkyní Sdružení vysokoškolsky vzdělaných žen.
6. března 1940 byla členkou delegace, v níž se účastnila i Milena Šmejcová, která jednala s prezidentem Protektorátu Čechy a Morava Emilem Háchou o roli žen v Národním souručenství. Za německé okupace se ovšem jinak Tumlířová stáhla z politického života.
Spolu s manželem Bohuslavem Tumlířem (pracoval ve Státním statistickém úřadě) vlastnila statek v Předboji. Měli dvě děti – Jana Vladimíra a Marii Olgu.
Po válce již nebyla agrární strana obnovena. Manželé Tumlířovi odešli po únoru 1948 do emigrace. Žili v Paříži, později v Mnichově, kde Marie Tumlířová byla v období let 1951–1957 zemědělskou redaktorkou stanice Svobodná Evropa (vystupovala zde pod jménem Maria Chaloupecká). Přispívala do exilových časopisů (revue Novina) a angažovala se v exilových spolcích. Byla členkou stálé československé delegace organizace porobených národů při Radě Evropy ve Štrasburku. J. Pejskar ve své studii o československém exilu Poslední pocta uvádí, že v roce 1957 se komunistický režim neúspěšně pokusil o únos Tumlířové. Roku 1957 odešla do penze. Žila v Paříži s manželem Bohuslavem, který měl mezinárodní renomé v oblasti statistiky zemědělské výroby a obchodu. Zde bydlela i jejich dcera. Syn Jan byla roku 1948 zatčen při pokusu o přechod hranic. Po útěku z vězení se mu v roce 1952 podařilo setkat se s rodinou. Byl národohospodářským odborníkem.